# کارلو ریتزی (پدرخوانده)
کارلو ریتزی ، یک شخصیت داستانی در رمان پدرخوانده ماریو پوزو است. در مقایسه با فیلم سال ۱۹۷۲، نقش کارلو توسط جیانی روسو به تصویر کشیده شد.